# Geranium (restaurant)

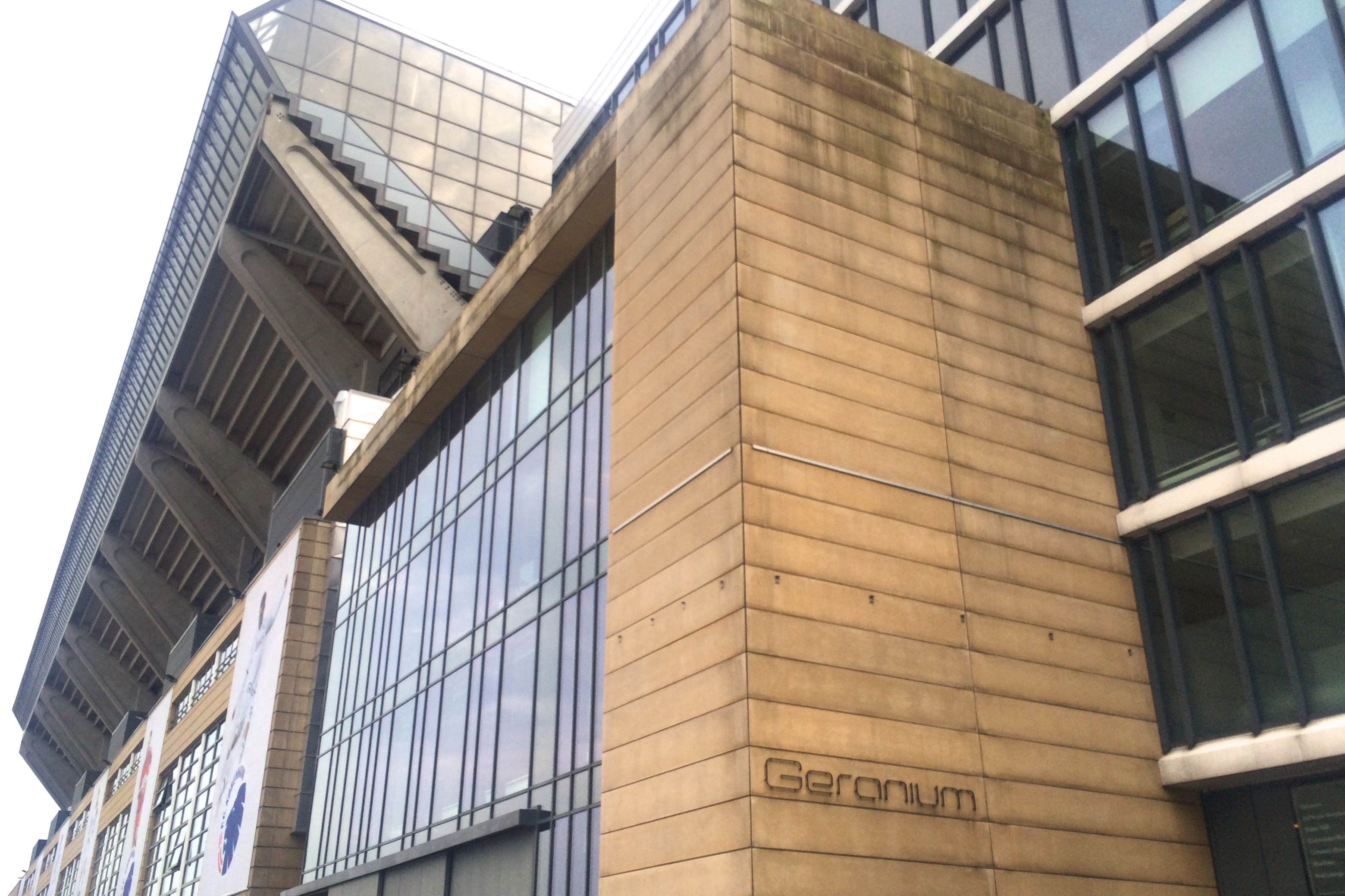
Geranium op de achtste verdieping

Geranium is een restaurant in de Deense hoofdstad Kopenhagen dat drie Michelinsterren heeft. Het restaurant is gevestigd op de achtste verdieping in het voetbalstadion Parken in het stadsdeel Østerbro.

## Restaurant
Het restaurant werd in de lente van 2007 opgericht door de chef-kok Rasmus Kofoed en sommelier Søren Ørbæk Ledet. Koefoed had het vak geleerd en zijn eerste ervaring opgedaan bij Roger Souvereyns in diens restaurant Scholteshof.  Bij Souvereyns leerde Kofoed over planten en seizoenen, de schoonheid van kruiden en bloemen in hun verschillende levensfases: ontsprongen in de lente, bloeiend in de zomer en de zaden en bladeren in de herfst. De eerste vestigingsplaats was in het park Kongens Have.  Hoewel het restaurant reeds in 2008 werd bekroond met een Michelinster, moest het toch sluiten in 2009, om vervolgens in 2010 te openen op de locatie in het voetbalstadion en in 2012 de ster te herwinnen. In maart 2013 volgde een tweede ster, in februari 2016 een derde ster.  Het restaurant was toen samen met het dat jaar ook bekroonde Maaemo in Oslo de enige driesterrenrestaurants in Scandinavië.
Van 2016 tot 2021, toen ook stadsconcullega Noma een derde Michelinster ontving, was het het enige restaurant in Denemarken met drie sterren. Rasmus Kofoed werd al bekroond met gouden, zilveren en bronzen Bocuse D'Or. 
Een gemiddeld proefmenu, het seizoensgebonden Universe Menu, kan 20 tot 30 gerechten en hapjes omvatten, door chef-kok Rasmus Kofoed gesegmenteerd in 3 secties - snacks die bestonden uit kleinere hapjes, gerechten die substantiëler van aard waren en vervolgens een lange dessertsectie aan het einde.

### Aan de top
Het Britse tijdschrift Restaurant Magazine kiest jaarlijks, met hulp van een jury van meer dan duizend leden, 's werelds toprestaurant  (The World's 50 Best Restaurants). In 2022 werd het restaurant gelauwerd als beste restaurant ter wereld, nadat het in 2021 een tweede positie had gekregen en in 2019 een vijfde positie.

## Voedselgalerij

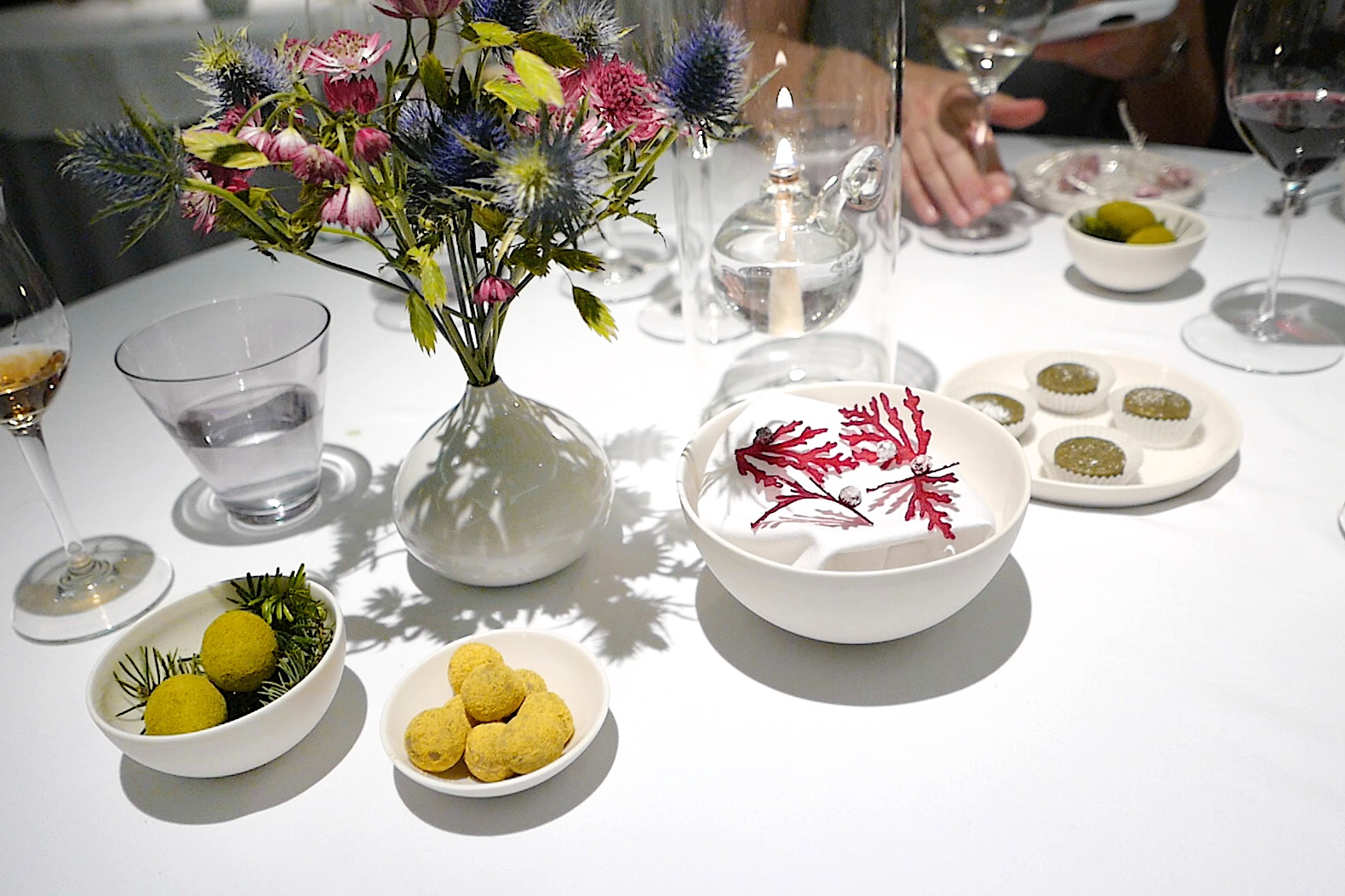
Tafel met tafeldecoratie en amuse-gueules
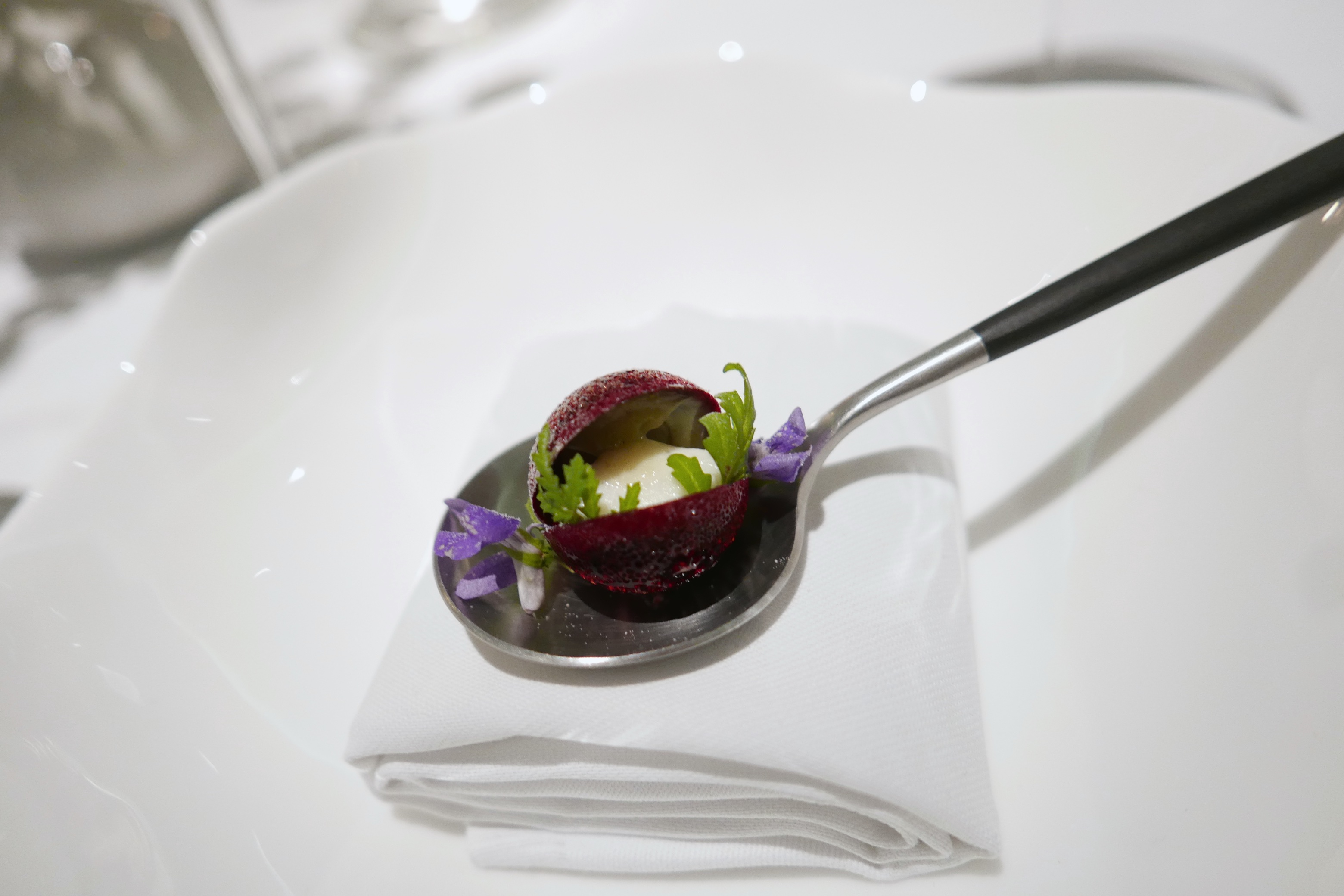
A Taste of Spring: Rode biet, groene aardbei, yoghurt, tegetes
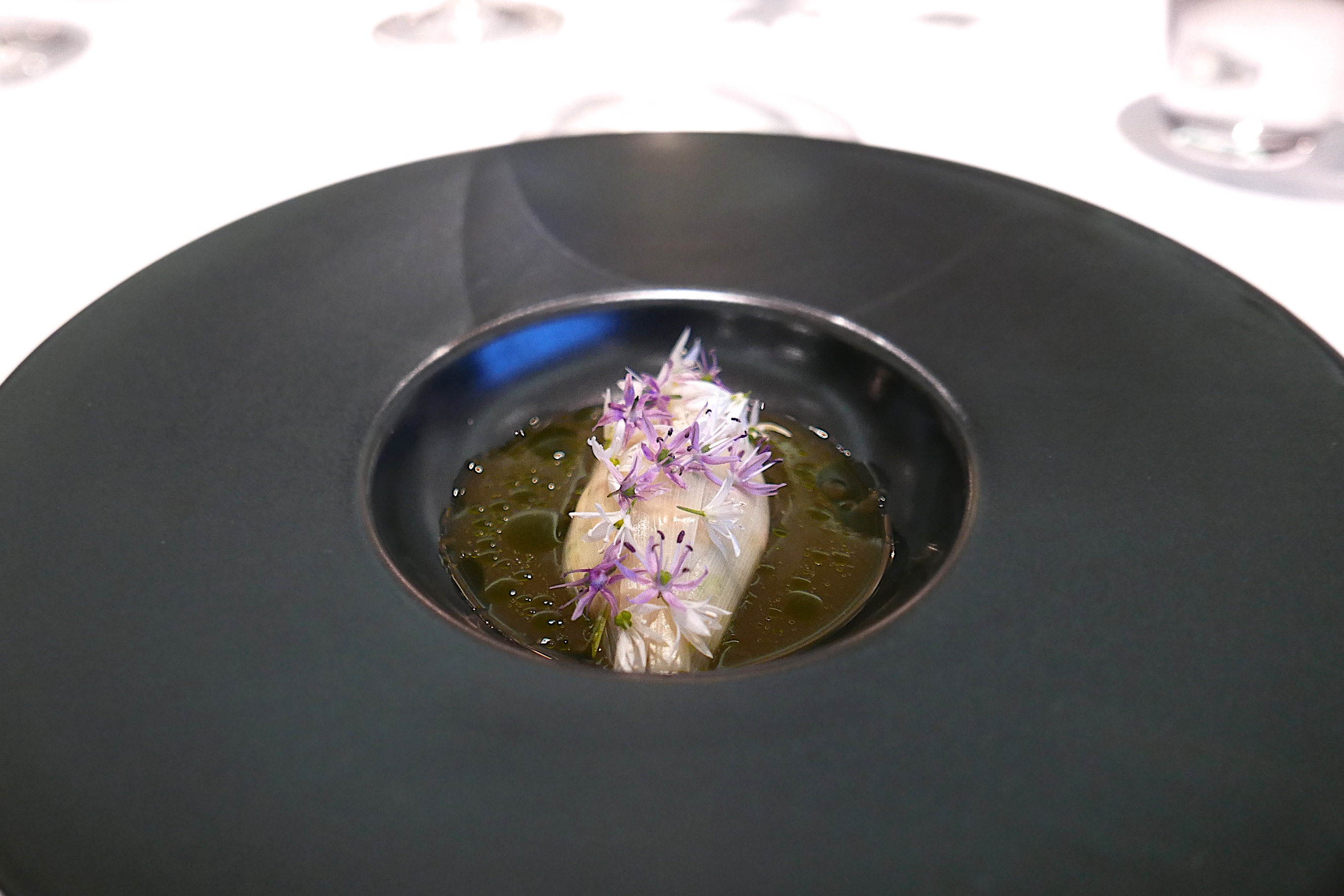
Gefermenteerde forel, garum van sint-jakobsschelp
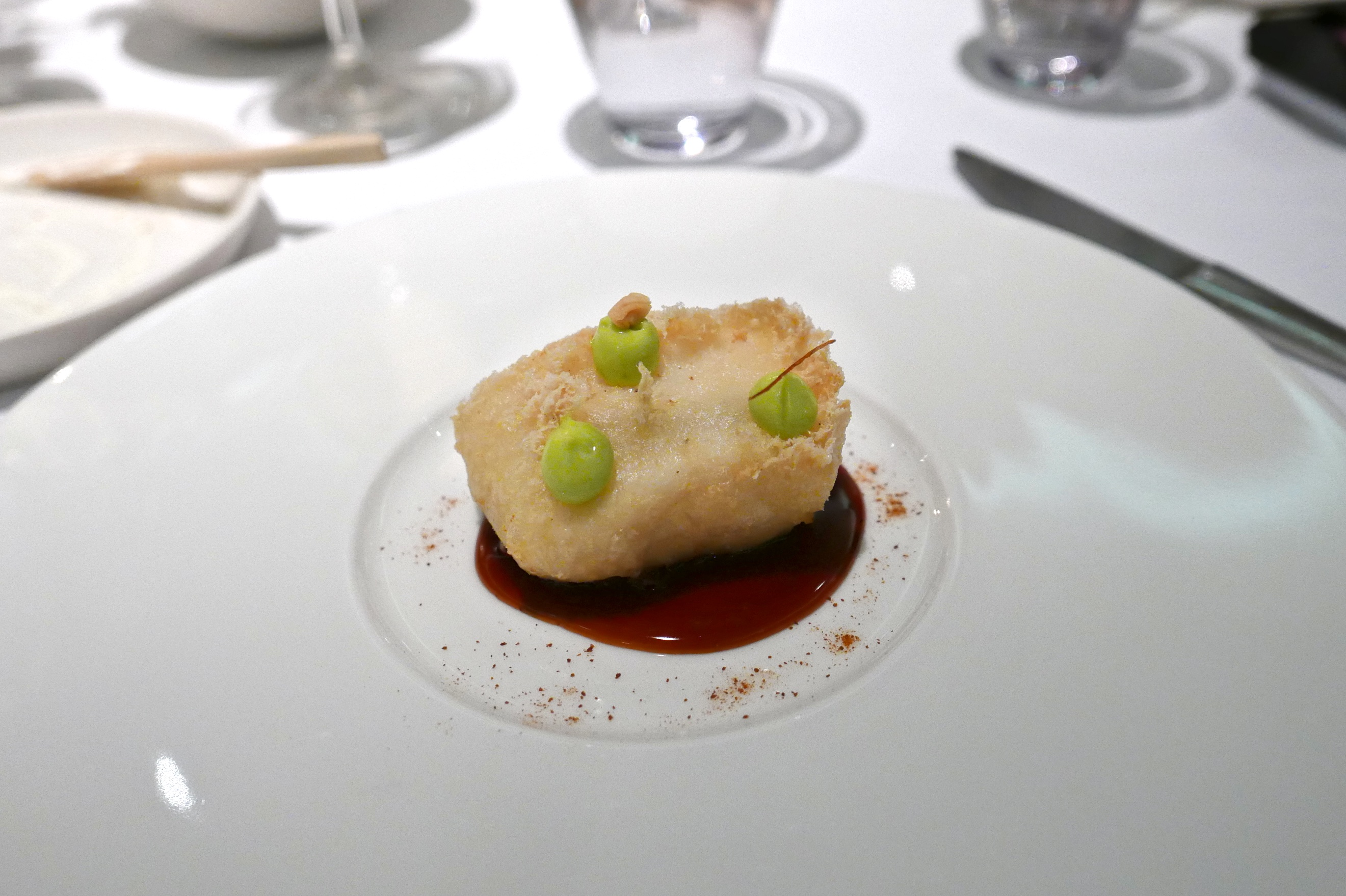
Gebakken heek, geroosterde peperinfusie, peterselie
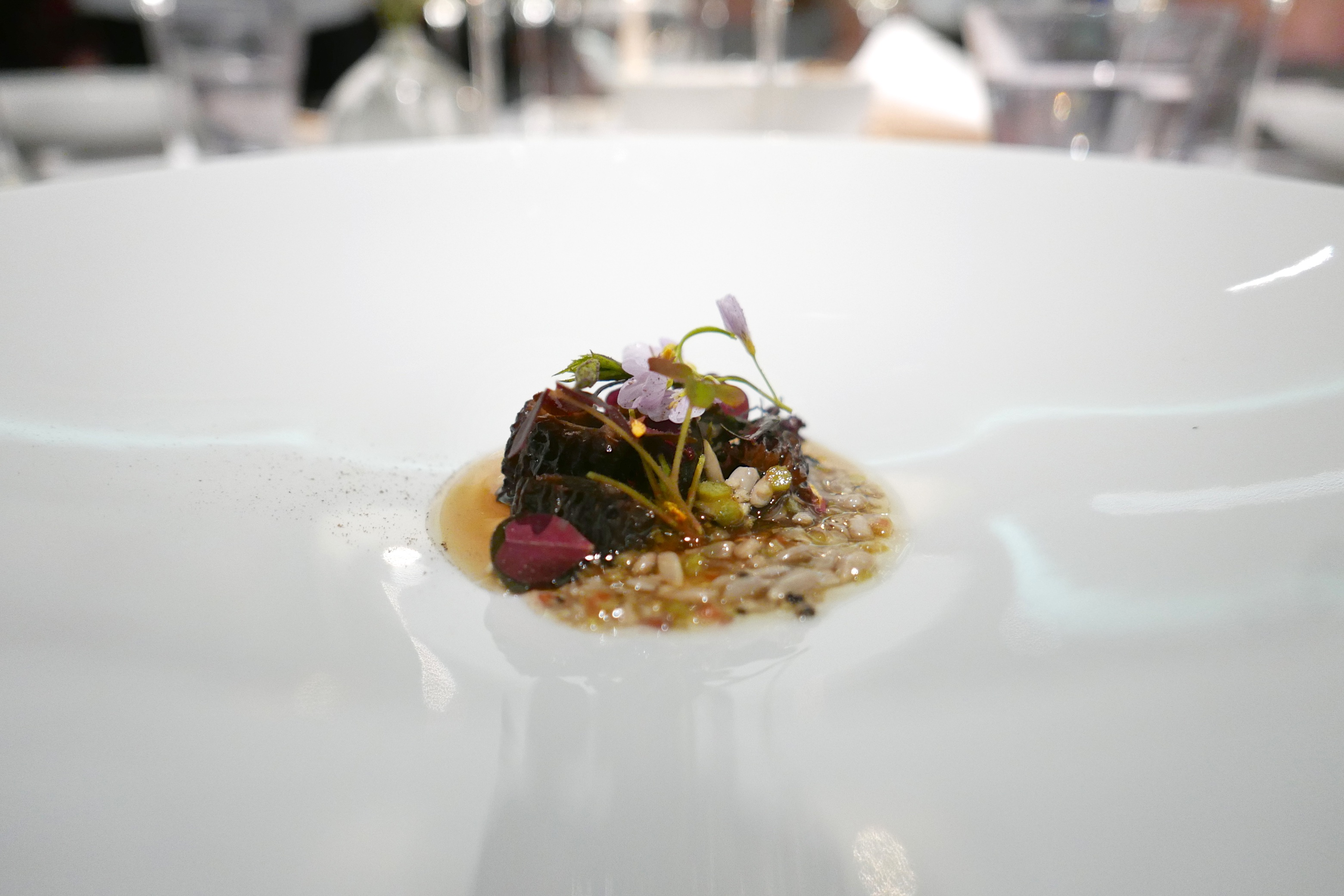
Gebakken morieljes, rode zuring, lentekruiden, jus van geroosterde eendenpootjes, zwarte zomertruffel, zonnebloempitten
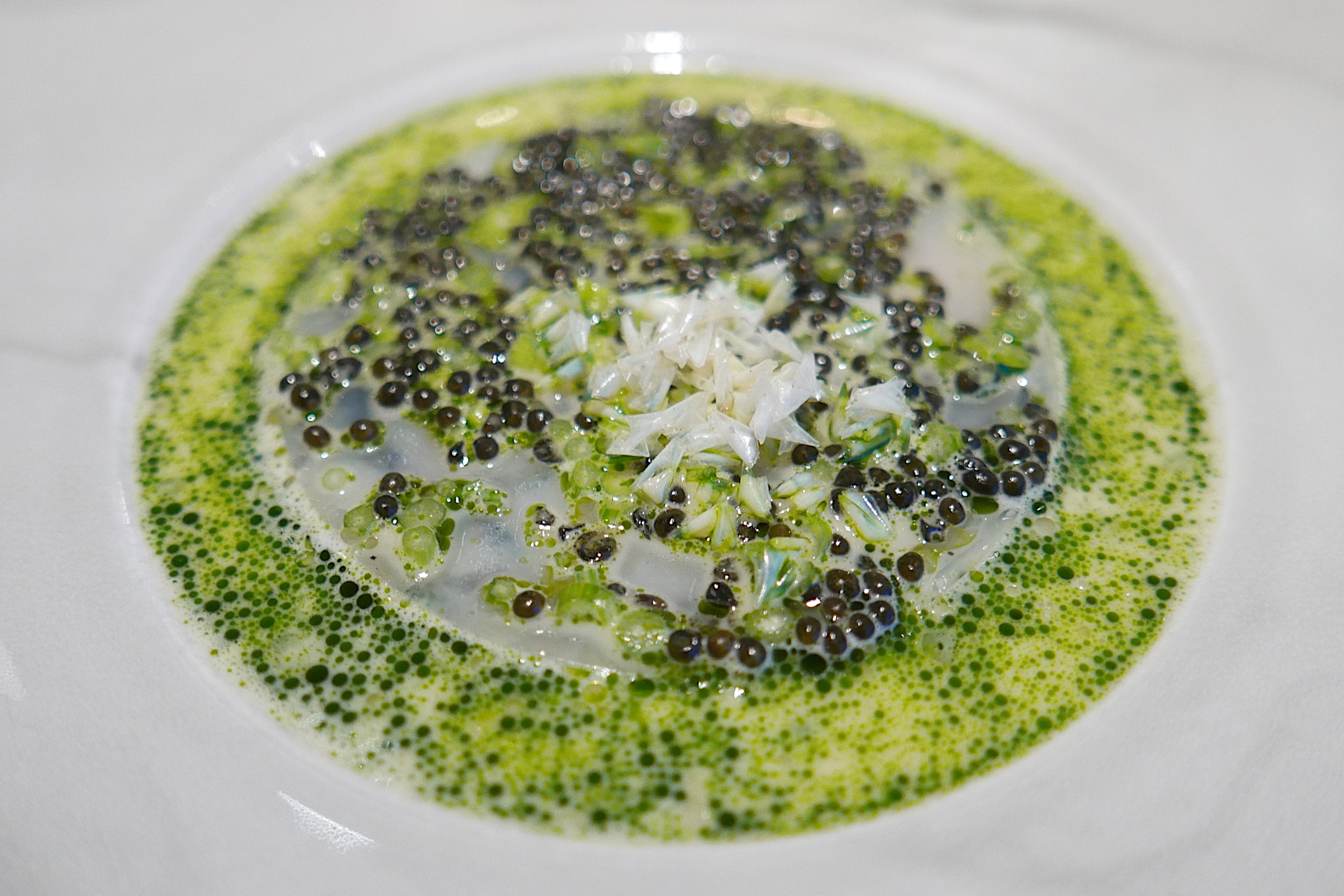
Schelvis met peterseliestengels, krokante schubben en Finse kaviaar in karnemelk